# Ronnie Coleman
Ronnie Coleman (Monroe, Louisiana, 1964. május 13. –) profi testépítő, nyolcszoros Mr. Olympia.

## Pályafutása
Pályafutását focistaként kezdte, később könyvelő lett és csak ezután ismerkedett meg a testépítéssel. Hiába kezdte későn, jelenleg a világ egyik legeredményesebb testépítőjének mondhatja magát. 2005-ben sikerült megnyernie 8-adszor a Mr. Olympia címet beérve a legendás Lee Haney-t. Ezzel a teljesítménnyel sikerült túlszárnyalni Arnold Schwarzeneggert, hiszen Schwarzeneggernek „csak” 7-szer sikerült a dobogó legfelső fokára állni.
Mint rendőrtiszt, hasznos időtöltés volt az edzőtermi edzés. Egyik rendőr kollégája ajánlotta fel a lehetőséget, hogy az általa ismert Metroflex nevű edzőterembe járjanak. Az edzőterem tulajdonosa, Brian Dobson felajánlott egy életre szóló bérletet Ronnie-nak, azzal a feltétellel, hogy benevez a Mr. Texas nevű eseményre, miután a tulaj felkészítette őt erre. Később Coleman megnyerte a versenyt, legyőzve edzőjét Dobsont is. Ez volt pályafutása első győzelme.
Élete utolsó Mr. Olympia versenyén 2007-ben, sérülései, szimmetria problémái miatt csak a negyedik helyet szerezte meg. Ugyanis hátának bal oldala és a bal tricepsze, valamint bal combja is lényegesen kisebb volt a másiknál. A verseny végeztével hírnevére, és élete utolsó Mr. Olympia versenyére való tekintettel szót kapott, ahol könnyeivel küszködve a szurkolókat dicsérte, és a fiatal versenyzőket biztatta. 2007-ben Budapesten járt, mint zsűri tag, egy magyar testépítő versenyen.
Öt gyermek édesapja.

## Eredményei
| Év    | Verseny                       | Helyezés    |
| ----- | ----------------------------- | ----------- |
| 1990. | Mr. Texas                     | 1. helyezés |
| 1991. | IFBB Amatör Világbajnokság    | 1. helyezés |
| 1991. | Mr.Universe                   | 1. helyezés |
| 1995. | IFBB Canada Pro Cup           | 1. helyezés |
| 1996. | IFBB Canada Pro Cup           | 1. helyezés |
| 1996. | IFBB Bajnokok Éjszakája       | 2. helyezés |
| 1996. | IFBB Pro Invitational         | 2. helyezés |
| 1997. | IFBB Grand Prix Oroszország   | 1. helyezés |
| 1998. | IFBB Toronto Pro              | 1. helyezés |
| 1998. | IFBB Pro Invitational         | 2. helyezés |
| 1998. | IFBB Bajnokok Éjszakája       | 1. helyezés |
| 1998. | Mr Olimpia                    | 1. helyezés |
| 1998. | IFBB Grand Prix Németország   | 1. helyezés |
| 1998. | IFBB Grand Prix Finnország    | 1. helyezés |
| 1999. | Mr Olimpia                    | 1. helyezés |
| 2000. | Mr Olimpia                    | 1. helyezés |
| 2000. | IFBB World Pro Cup San Marino | 1. helyezés |
| 2000. | IFBB Grand Prix Anglia        | 1. helyezés |
| 2001. | Mr Olimpia                    | 1. helyezés |
| 2001. | IFBB Arnold Classic           | 1. helyezés |
| 2001. | IFBB Grand Prix Új-Zéland     | 1. helyezés |
| 2002. | GNC Show                      | 2. helyezés |
| 2002. | Mr Olimpia                    | 1. helyezés |
| 2003. | Mr Olimpia                    | 1. helyezés |
| 2004. | Mr Olimpia                    | 1. helyezés |
| 2005. | Mr Olimpia                    | 1. helyezés |
| 2006. | Mr Olimpia                    | 2. helyezés |
| 2007. | Mr Olimpia                    | 4. helyezés |